# Niezależny Ruch Ekologiczny
Niezależny Ruch Ekologiczny (Mouvement Ecologiste Indépendant MEI) – francuska partia polityczna założona w 1994 roku przez Antoine Waechtera, byłego lidera francuskiej partii Zielonych. 
Partia została założona po tym jak Waehter odszedł z partii Zielonych po przegranych z Dominique Voynet wyborach na sekretarza generalnego Zielonych którzy zmienili swoje poglądy na bardziej lewicowe.
MEI deklaruję się jako partia całkowicie centrowa, zaangażowana w zieloną politykę oraz niezainteresowana konfliktem ideologicznym pomiędzy lewicą a prawicą. 
W 2004 roku partia wystartowała zarówno w wyborach regionalnych jak i wyborach do Parlamentu Europejskiego, nie odnosząc jednak większego poparcia. W wyborach prezydenckich partia oficjalnie poparła François Bayrou. W tym samym roku odbyły się wybory parlamentarne w których wystartowało 133 kandydatów MEI którzy stworzyli koalicje wyborczą z politykami Pokolenia Ekologii. Mimo to koalicjanci nie wprowadzili żadnego kandydata do Zgromadzenia Narodowego. 
W 2009 partia weszła w skład koalicji Niezależnego Sojuszu Ekologicznego, którego celem była wspólny start w wyborach do Parlamentu Europejskiego. Koalicja zdobyła 3,63% głosów i nie zdobyła żadnego przedstawiciela do PE.
W wyborach samorządowych w 2010 roku, partia wprowadziła trzech kandydatów w radach regionalnych (na 1880 dostępnych miejsc). Partia uzyskała mandaty w departamentach Górny Ren gdzie startował lider partii Antoine Waechter oraz dwóch innych departamentach na terenie całego kraju.